# Центр наблюдения Земли ЕКА
Центр наблюдения Земли ЕКА (также известный как Европейский институт космических исследований или ESRIN) — исследовательский центр, принадлежащий Европейскому космическому агентству (ЕКА), расположенный во Фраскати (Рим), Италия. Среди прочего, он отвечает за исследования, включая данные наблюдения Земли, полученные со спутников. В настоящее время в этом учреждении находится группа разработчиков Европейского космического агентства для ракеты-носителя Vega.

## История
ESLAR, лаборатория передовых исследований, была создана в 1966 году главным образом для того чтобы выйти из политического тупика по поводу местонахождения ESLAB. Позже переименованный в ESRIN, аббревиатуру Европейского института космических исследований, ESLAR базировался во Фраскати (Италия). Конвенция ESRO описывает роль ESRIN следующим образом:
…для проведения лабораторных и теоретических исследований в области фундаментальной физики и химии, необходимых для понимания прошлого и планирования будущих космических экспериментов.
Конвенция ESRO
Объект начал получать данные со спутников окружающей среды в рамках программы Earthnet в 1970-х годах.